# Circondario di Schönebeck
Il circondario di Schönebeck (in tedesco Landkreis Schönebeck) era un circondario della Sassonia-Anhalt di 70.912 abitanti, che aveva come capoluogo Schönebeck.
Già circondario durante la DDR, venne mantenuto tale (sebbene con un ritocco dei confini) anche dopo l'unificazione. Il 1º luglio 1994 ha subito un ampliamento territoriale, raccogliendo parte del territorio del circondario di Staßfurt e della città di Magdeburgo. Il 1º luglio 2007 è stato poi unito con i circondari di Aschersleben-Staßfurt e Bernburg, a formare il nuovo circondario del Salzlandkreis.

## Città e comuni
(Abitanti al 31 dicembre 2006)
| Città 1. Barby (4.445) 2. Calbe (10.874) 3. Förderstedt (5.814) 4. Schönebeck (33.290) | Comuni 1. Biere (2.431) 2. Breitenhagen (509) 3. Eggersdorf (1.240) 4. Eickendorf (1.143) 5. Glinde (278) 6. Gnadau (535) 7. Großmühlingen (1.059) 8. Groß Rosenburg (1.756) 9. Kleinmühlingen (640) 10. Lödderitz (241) 11. Plötzky (1.078) 12. Pömmelte (660) 13. Pretzien (938) 14. Ranies (378) 15. Sachsendorf (313) 16. Tornitz (590) 17. Welsleben (1.835) 18. Wespen (238) 19. Zuchau (339) 20. Zens (288) |